# Morley Cigarettes
Morley Cigarettes ist der Name eines fiktiven Zigarettenherstellers. In der Filmindustrie, besonders im englischen Sprachraum, werden fiktive Unternehmen gerne eingesetzt. Weitere Beispiele hierfür sind ACME, Finder-Spyder oder Oceanic Airlines.
Aus markenschutzrechtlichen Gründen müssen Produzenten oftmals auf nicht existente Unternehmen ausweichen. Das Gegenstück hierzu ist Produktplatzierung; dabei wird durch Verwendung des Unternehmensnamens im Film ein Werbeeffekt oder ein sonstiger Nutzen für ein existierendes Unternehmen erzielt. Morley Cigarettes kommt in vielen unterschiedlichen Filmen und Serien vor. Die Außendarstellung der Marke, insbesondere der Schriftzug auf den Schachteln, erinnert dabei stark an existierende Zigarettenhersteller.

## Verwendung in Filmen und Serien
- 24 Staffel 8 Episode 6: Jack Bauer raucht eine Zigarette Morley Light.
- Akte X – Die unheimlichen Fälle des FBI: In zahlreichen Episoden raucht eine der zentralen Figuren der Verschwörung, der Raucher/Krebskandidat (William B. Davis), Morley Cigarettes.
- American Horror Story In Staffel 1 in der Episode 11 „Die Geburt“ raucht Violet (Taissa Farmiga) am Küchentisch eine Morley Lights.
- Beverly Hills, 90210 Staffel 3 „Blick hinter die Kulissen“
- The Blacklist, Staffel 6, Folge 13
- Bosch: In Staffel 6 Episode 4 kommt die Marke Morley Cigarettes (auf dem Tisch) im Verhör von Elisabeth Clayton vor.
- Breaking Bad: In der letzten Staffel wird Morleys von mehreren Protagonisten geraucht.
- Brooklyn Rules
- Buffy – Im Bann der Dämonen: In Staffel 2 „Elternabend mit Hindernissen“ raucht Spike (James Marsters) Morley Cigarettes.
- Burn Notice: wird von Michaels Mutter geraucht.
- Californication: Hank (David Duchovny) raucht in mehreren Episoden Morley Cigarettes.
- Cold Case – Kein Opfer ist je vergessen: In Staffel 1 „Der Plan“ und in Staffel 2 „Übernachtungsgäste“ sind jeweils Morley Cigarettes zu sehen.
- Criminal Minds: In Staffel 2 in der Episode „Zwei von drei“ finden Ermittler DNA auf einer Zigarette aus dem Hause Morley Cigarettes.
- Die Entführung von Bus 657. Am Ende des Films zieht Robert De Niro eine Packung „Morley Lights“ aus der Tasche einer Leiche.
- Die wilden 70er: In Staffel 2 Episode 9 „Eric Get's Suspended“ gibt Red Forman (Kurtwood Smith) seinem Sohn Eric (Topher Grace) eine Packung Morleys, als er fälschlicherweise wegen Zigarettenrauchens von der Schule suspendiert worden ist.
- Dreizehn (2003)
- Eine Nacht in New York: Lucy (Courtney Love) zeigt in dieser Komödie Kevin Paul Rudd eine Stange Morley.
- Heroes
- Joy Ride 2: Dead Ahead
- Kobra, übernehmen Sie: Staffel 2 Operation „Heart“
- Lost In Staffel 6 in der Episode „Los Angeles, Teil 1/2“ ist in einer Zeitschrift eine Anzeige für Zigaretten von Morleys zu sehen.
- Medium: Morley Cigarettes kommt in den Episoden „Paris träumt von der Liebe“ (Staffel 4) und „Rache mit Biss“ (Staffel 5) vor.
- Millennium
- Die Mörder stehen Schlange (1966): Matt Helm legt eine leere Schachtel Morley Cigarettes auf eine Leiche.
- Murder in the First (1995)
- Orange Is the New Black Staffel 1 Episode 11 „Große Männer mit Gefühlen“
- Outer Limits
- Prison Break: Staffel 2 „Bolshoi Booze“
- Platoon: Mehrere amerikanische Soldaten rauchen Morleys.
- Psycho: Am Ende des Films taucht die Marke Morleys auf. Der Film war am 16. Juni 1960 zum ersten Mal zu sehen und war vermutlich der erste Film, in welchem die Marke auftaucht.
- Queen of the South: Staffel 2 Folge 11 „Die dunkle Nacht der Seele“ (ca. Minute 11:55)
- Shameless: Morley Cigarettes kommen in mehreren Teilen der Serie vor, beispielsweise in Staffel 2 in der Episode „I’ll Light a Candle for You Every Day“, Staffel 4 in der Episode „Lazarus“ und in Staffel 5 in der Episode „Milk of the Gods“.
- The Strain: In Folge 11 der ersten Staffel wirft die Mutter von Nora ihre leere Schachtel Morley auf den Boden.
- Spy Game – Der finale Countdown (2001)
- Twin Peaks (Fernsehserie): Staffel 3. In der Folge fünf wird eine Schachtel der Marke Morley als ein Geldübergabemittel verwendet.
- Vielleicht, vielleicht auch nicht (2008): Will Hayes kauft eine Schachtel Morley Red.
- The Walking Dead: In mehreren Episoden kommt die Marke Morley Cigarettes vor.
- In The Shadow of the Moon: Lockhard raucht bei Misses Nowak Morley Light. Auf dem Tisch liegt die Schachtel.

## Weitere Verwendungen
- Im Musikvideo zu dem Lied Because I Got High des amerikanischen Rappers Afroman ist ein Mann zu sehen, der zunächst Morley Cigarettes und anschließend einen Joint raucht.
- In der Internetcomicserie Broken Saints kauft der Charakter Raimi eine Schachtel Morley Cigarettes.